# Ekonomiåret 1921

## Händelser
- 13 maj – Den svenska statens arbetslöshetskommission begär ytterligare 36 miljoner i kampen mot arbetslösheten.

## Bildade företag
- AB Karamell- & chokladfabriken Sonja bildas i Uppsala i Sverige.[1]

## Födda
- 11 januari – Juanita M. Kreps, amerikansk nationalekonom och handelsminister.
- 14 april – Thomas Schelling, amerikansk nationalekonom och nobelpristagare.
- 4 juli – Gerard Debreu, fransk nationalekonom, matematiker och nobelpristagare.
- 23 augusti – Kenneth Arrow, amerikansk nationalekonom och nobelpristagare.

## Avlidna
- 21 september
  - Ernest Cassel, tysk-brittisk affärsman
  - Eugen Dühring, tysk filosof och nationalekonomisk skriftställare